# 권역어
권역보조어(영어: zonal auxiliary language) 또는 권역인공어(영어: zonal constructed language)는 특정 언어권의 결속을 다지려는 의도로 만들어진 지역 국제보조어를 말한다. 누구에게나 평등한 의사소통을 목적으로 하는 인공어와는 달리 특정 언어권의 결속 및 통일을 목적으로 하여 어느 정도 민족주의적, 배타적 경향을 띈다. 19세기를 풍미했던 범게르만주의, 범슬라브주의 등에 부응하여 범슬라브어를 표방한 인터슬라빅 등의 권역보조어가 나왔다. 이러한 시도는 주로 유럽에서 많이 이루어졌는데, 비유럽에서 유명한 경우는 통일 아프리카어를 지향한 아프리힐리가 있다. 라틴어는 여기에서 갈라져 나온 후계어도 많으며 라틴어를 모델로 한 인공어도 많아 보통 라틴어를 모델로 한 인공어 무리를 유로클론(영어: Euroclone)이라고 부른다.

## 같이 보기
- 링구아 프랑카